# 리워드앤틸리스 제도

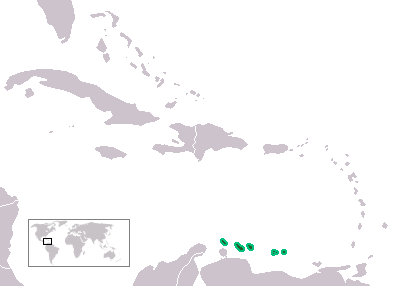
리워드앤틸리스 제도의 위치

리워드앤틸리스 제도(영어: Leeward Antilles) 또는 소타벤토 제도(스페인어: Islas de Sotavento) 또는 베네덴빈드서 제도(네덜란드어: Benedenwindse Eilanden)는 소안틸레스 제도의 남서부, 베네수엘라 해안선 위에 있는 도서군이다. 리워드(Leeward)나 소타벤토(Sotavento), 베네덴빈드서(Benedenwindse)는 '바람아래'를 뜻한다. 정치적으로 네덜란드령 카리브의 일부인 ABC 제도와 베네수엘라령인 베네수엘라 연방 속지(아베스섬 제외) 및 누에바에스파르타주로 나뉜다. 남아메리카의 일부이다. ABC제도는 네덜란드 왕국의 구성국인 아루바·퀴라소와 카리브 네덜란드의 일부인 보네르섬으로 나뉜다.